# Roy Piccard
Pour les articles homonymes, voir Piccard.
 Roy Piccard, né le 2 décembre 1993 à Albertville, est un  skieur alpin français.

## Biographie

### Débuts
Il est originaire des Saisies et appartient à la grande famille du ski des Piccard. Il est le fils de Ian (trois fois champion de France, en Slalom géant et Super G) et le neveu de Franck (champion olympique de Super G), John, Leila, Jeff et Ted Piccard.
En 2008, il est vice-champion de France Minimes (moins de 15 ans) de slalom géant à Val Thorens.
Il devient, en 2010, champion de France Cadets (moins de 17 ans) de Slalom à Pra-Loup.
Il dispute sa première épreuve de Coupe d'Europe le 26 janvier 2011 dans le Super G de Méribel.
Il intègre l'équipe de France B à partir de la saison 2011-2012. En mars 2012, il prend de très bonnes 7e et 8e places à la Descente et au Super G des Championnats du Monde Juniors (moins de 21 ans) à Roccaraso alors qu'il n'est âgé que de 18 ans. Ce même mois, Il remporte le titre de champion de France juniors (moins de 20 ans) de Super G à l'Alpe d'Huez.
Il marque ses premiers points en Coupe d'Europe en novembre 2012 dans le super G de Reiteralm et devient en mars 2013 vice-champion de France de descente juniors à Peyragudes.
En mars 2014, il est opéré du ligament croisé antérieur du genou droit.
Le 16 décembre 2016, Il dispute sa première épreuve de Coupe du monde sur le super G de Val Gardena.

### Saison 2017-2018
Il réalise ses premiers top 10 en Coupe d'Europe, en prenant la 7e place des descentes de Saalbach les 10 et 11 janvier 2018.
Il prend la 4e place des Championnats de France de super G, à Châtel, à 6 centièmes de la 2e place.

### Saison 2018-2019
Il réalise d'excellentes performances en Coupe d'Europe, en prenant les 2e et 4e places des super G de Zauchensee les 20 et 21 décembre 2018, ainsi que la 4e place du super G de Saint-Moritz le 12 décembre.
Les 16 et 17 mars, il remporte les 2 super G des Finales de la Coupe d'Europe à Sella Nevea en Italie. Il remporte aussi le classement final de la Coupe d'Europe de Super G. C'est la 1re victoire d'un français dans cette discipline depuis 17 ans, après celle de Freddy Rech en 2002.
Le 22 mars, il monte sur le podium des Championnats de France en prenant la 3e place de la descente à Auron.

### Saison 2019-2020
Le 24 janvier, il marque ses premiers points en Coupe du monde en prenant la 27e place du super G de Kitzbuhel. Il confirme ce résultat en février, en prenant les 28e et 25e places des descentes de Garmisch-Partenkirchen et Saalbach.
Sa saison prend fin début mars en raison de l’arrêt des compétitions de ski dû à la pandémie de maladie à coronavirus.

### Saison 2020-2021
Le  22 décembre, il remporte le super G de Coupe d'Europe de Zauchensee, après avoir pris la 3e place de celui de la veille. Le 29 décembre, il prend la 24e place du super G de Coupe du monde de Bormio, ce qui constitue sa meilleure performance en Coupe du monde à ce jour. Le 7 mars dans le super G de coupe du monde de Saalbach-Hinterglemm une erreur suivie d'un acrobatique rétablissement, le prive d'un excellent résultat. Il améliore néanmoins d'un place sa meilleure performance dans cette compétition. A Saalbach il prend une bonne 3e place lors du super G des finales de la Coupe d'Europe. Ce résultat lui perme de conserver la 3e place du classement général du super G, qui lui attribue une place nominative pour la prochaine saison de Coupe du monde de super G.
Fin mars il finit au pied du podium de la descente des championnats de France à Châtel en prenant la 4e place.

### Saison 2021-2022
En décembre, il prend la 20e place du super G de Bormio, ce qui constitue son meilleur résultat en Coupe du monde.
Le 22 mars, à seulement 28 ans, il annonce la fin de sa carrière, après notamment 38 départs en Coupe du monde et trois victoires en Coupe d'Europe.

## Palmarès[11]

### Coupe du monde
- Meilleur classement général : 125e en 2021 avec  15 points.
- Meilleur classement de descente : 52e en 2020 avec 9 points.
- Meilleur classement de super G : 43e en 2022 avec 11 points.

- Meilleur résultat sur une épreuve de coupe du monde de super G : 20e à Bormio le 29 décembre 2021.
- Meilleur résultat sur une épreuve de coupe du monde de descente : 25e à Saalbach-Hinterglemm le 13 février 2020
- 38 épreuves de Coupe du monde disputées.  (à fin mars 2022)

#### Classements
| Saison / Épreuve | Saison / Épreuve | Général | Général | Descente | Descente | Super G | Super G | Géant  | Géant  | Slalom | Slalom | Combiné | Combiné |
| ---------------- | ---------------- | ------- | ------- | -------- | -------- | ------- | ------- | ------ | ------ | ------ | ------ | ------- | ------- |
| Saison / Épreuve | Saison / Épreuve | Class.  | Points  | Class.   | Points   | Class.  | Points  | Class. | Points | Class. | Points | Class.  | Points  |
| 2020             | 2020             | 137e    | 13      | 52e      | 9        | 56e     | 4       | -      | -      | -      | -      | -       | -       |
| 2021             | 2021             | 125e    | 15      | -        | -        | 46e     | 15      | -      | -      | -      | -      | -       | -       |
| 2022             | 2022             | 133e    | 11      | -        | -        | 43e     | 11      | -      | -      | -      | -      | -       | -       |

### Championnats du monde juniors
| Épreuve / Édition       | Descente | Super G | Slalom géant | Slalom  | Combiné |
| Mondiaux 2012 Roccaraso | 7e       | 8e      | -            | Abandon | -       |
| Mondiaux 2013 Le Massif | Abandon  | 12e     | -            | -       | -       |
| Mondiaux 2014 Jasna     | 18e      | Abandon | 28e          | -       | Abandon |

### Coupe d'Europe
- 14 top 10 dont 6 podiums et 3 victoires.

Meilleurs résultats en Coupe d'Europe de super G :
- Victoire au super G de Sella Nevea le 16 mars 2019.
- Victoire au super G de Sella Nevea le 17 mars 2019.
- Victoire au super G de Zauchensee le 22 décembre 2020.
- 2e place au super G de Zauchensee le 20 décembre 2018.
- 3e place au super G de Saalbach le 13 mars 2021.
- 3e place au super G de Zauchensee le 21 décembre 2020.

#### Classements
| Saison / Épreuve | Saison / Épreuve | Général | Général | Descente | Descente | Super G | Super G | Slalom géant | Slalom géant | Slalom | Slalom | Combiné | Combiné |
| ---------------- | ---------------- | ------- | ------- | -------- | -------- | ------- | ------- | ------------ | ------------ | ------ | ------ | ------- | ------- |
| Saison / Épreuve | Saison / Épreuve | Class.  | Points  | Class.   | Points   | Class.  | Points  | Class.       | Points       | Class. | Points | Class.  | Points  |
| 2013             | 2013             | 204e    | 6       | -        | -        | 67e     | 4       | -            | -            | -      | -      | 29e     | 2       |
| 2014             | 2014             | 147e    | 27      | -        | -        | 46e     | 8       | 58e          | 19           | -      | -      | -       | -       |
| 2015             | 2015             | 157e    | 17      | 62e      | 3        | 58e     | 2       | 58e          | 12           | -      | -      | -       | -       |
| 2016             | 2016             | 140e    | 31      | -        | -        | 40e     | 20      | -            | -            | -      | -      | 28e     | 11      |
| 2017             | 2017             | 82e     | 114     | 28e      | 46       | 43e     | 22      | -            | -            | -      | -      | 17e     | 46      |
| 2018             | 2018             | 61e     | 142     | 21e      | 84       | 44e     | 15      | -            | -            | -      | -      | 12e     | 43      |
| 2019             | 2019             | 6e      | 496     | 30e      | 52       | 1er     | 428     | -            | -            | -      | -      | 27e     | 16      |
| 2020             | 2020             | 164e    | 15      | 48e      | 15       | -       | -       | -            | -            | -      | -      | -       | -       |
| 2021             | 2021             | 13e     | 333     | 38e      | 28       | 3e      | 305     | -            | -            | -      | -      | -       | -       |

### Championnats de France

#### Élite
| Édition / Epreuve                   | Descente | Super G | Slalom géant | Slalom  | Super combiné |
| ----------------------------------- | -------- | ------- | ------------ | ------- | ------------- |
| Championnats 2009 Megève/Lélex      | 51e      | 80e     | -            | -       | -             |
| Championnats 2010 Les Menuires      | 54e      | 47e     | -            | -       | 41e           |
| Championnats 2011 Mont-Dore/Tignes  | 18e      | 19e     | Abandon      | Abandon | 16e           |
| Championnats 2012 L'Alpe d'Huez     | 16e      | 16e     | Abandon      | Abandon | -             |
| Championnats 2013 Peyragudes        | 10e      | 19e     |              | -       | -             |
| Championnats 2014 Méribel           | -        | -       | -            | -       | -             |
| Championnats 2015 Serre-Chevalier   | -        | 26e     | Abandon      | -       | -             |
| Championnats 2016 Les Menuires      | 20e      | 7e      | 13e          | -       | Abandon       |
| Championnats 2017 Val Thorens/Lélex | -        | 12e     | Abandon      | -       | 18e           |
| Championnats 2018 Châtel            | 9e       | 4e      | 14e          | -       | 14e           |
| Championnats 2019 Auron             | Bronze   | Abandon | -            | -       | Abandon       |
| Championnats 2020 Val Thorens       | annulée  | annulé  | annulé       | annulé  | annulé        |
| Championnats 2021 Châtel            | 4e       | Abandon | -            | -       | -             |

#### Jeunes
2 titres de Champion de France

#### Juniors
2013 (U21 - moins de 21 ans):
- Vice-champion de France de descente à Peyragudes.

2012 (moins de 20 ans):
- Champion de France de super G à l'Alpe d'Huez.
- 3e aux Championnats de France de descente à l'Alpe d'Huez.

#### Cadets (moins de 17 ans)
2010:
- Champion de France de slalom à Pra-Loup.

#### Minimes (moins de 15 ans)
2008:
- Vice-champion de France de slalom géant à Val Thorens.